# 和丰桥
和丰桥，原名中美桥，位于中国江苏省苏州市吴中区甪直古镇内，位于古镇中心，建于宋代初年，是甪直镇上历史最悠久的桥。桥体呈拱形结构，每块桥面石上均有浮雕。与一旁的环玉桥构成一组双桥。

## 图册
- 白天
- 夜晚
- 介绍石碑